# Окада, Кацуя
Кацуя Окада (яп. 岡田 克也 Окада Кацуя, род. 14 июля 1953, Йоккаити, префектура Миэ) — японский политический и государственный деятель. Член Палаты представителей Японии, бывший председатель и затем генеральный секретарь Демократической партии Японии. С 16 сентября 2009 по 17 сентября 2010 года министр иностранных дел Японии, в кабинете Хатоямы.

## Ранняя жизнь и семья
Кацуя Окада — второй сын Такуи Окады, который являлся основателем японского розничного гиганта Æon Group (яп. イオングループ Ион гуру:пу). Его старший брат, Мотоя Окада, председатель и главный администратор AEON Group. У него есть младший брат и сводная сестра. Уроженец города Ёккаити в префектуре Миэ, Окада закончил Токийский университет со степенью в праве, и поступил на службу в министерство внешней торговли и промышленности. Он также учился в Центре Weatherhead международных дел в Гарвардском университете.

## Политическая карьера
Окада баллотировался в Палату представителей от префектуры Миэ на всеобщих выборах 1990 года от Либерально-демократической партии и позже присоединился к фракции Такэситы в ЛДПЯ. Впоследствии он покинул фракцию вслед за её лидерами Цутому Хатой и Итиро Одзавой, чтобы присоединиться к партии Возрождения Японии в 1993 году. Через ряд расколов и объединений, Окада тогда стал членом Синсинто, партии Солнца, и Минсэйто, наконец вошёл в ДПЯ после её объединения с Минсэйто в 1998 году.
Он стал председателем ДПЯ 18 мая 2004 года, и привёл ДПЯ к одной из её самых больших избирательных побед в истории в период выборов в Палату Советников в 2004 году. Однако он ушёл с поста председателя партии после того, как его партия понесла большие потери на всеобщих выборах в сентябре 2005 года.
После успеха Демократической партии Японии на всеобщих выборах 2009 года лидер Юкио Хатояма выбрал Окаду, чтобы назначить его министром иностранных дел.
Об Окаде известно, что он заядлый коллекционер сувениров, изображающих лягушек, которые украшают его кабинет.
16 сентября 2010 года министр иностранных дел Японии Кацуя Окада принял решение уйти в отставку с целью занять пост генерального секретаря Демократической партии страны.